# Жиро, Шарль (архитектор)
Шарль−Луи Жиро (фр. Charles-Louis Girault; 27 декабря 1851 — 26 декабря 1932) ― французский архитектор.

## Биография
Родился в городе Кон-Кур-сюр-Луар. Учился у архитектора Оноре Домэ (фр.) в Высшей национальной школе изящных искусств в Париже. В 1880 году Жиро получил первую Римскую премию, присуждённую ему за проект больницы для детей на берегу Средиземного моря. Впоследствии он стал членом Французской академии в Риме, оставаясь там с 1881 по 1884 год.
Он руководил работой трёх других архитекторов над Большим дворцом 1897—1900 годов, а также над Малым дворцом с 1896 по 1900 год. В 1902 году избран членом Академии изящных искусств. Жиро спроектировал Королевские галереи Остенде, построенные в 1902—1906 годах. В 1905 году выбран Леопольдом II Бельгийским для проектирования Парка Пятидесятилетия в Брюсселе. Также для Брюсселя он спроектировал Королевский музей Центральной Африки, начатый в 1904 году и законченный в 1910 году.
Жиро умер в Париже 26 декабря 1932 года, за день до своего 81-го дня рождения.

## Избранные работы

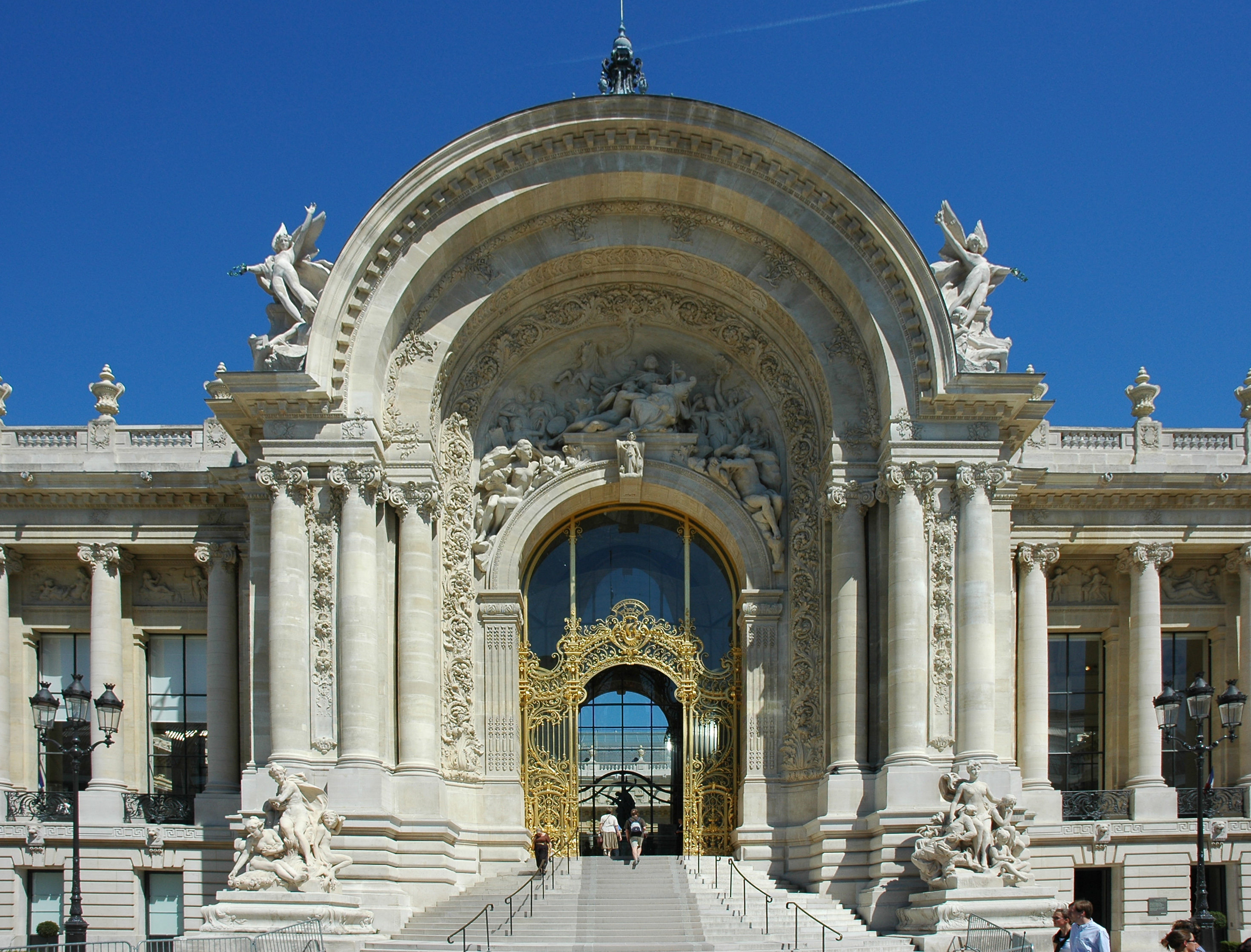
Малый дворец в Париже
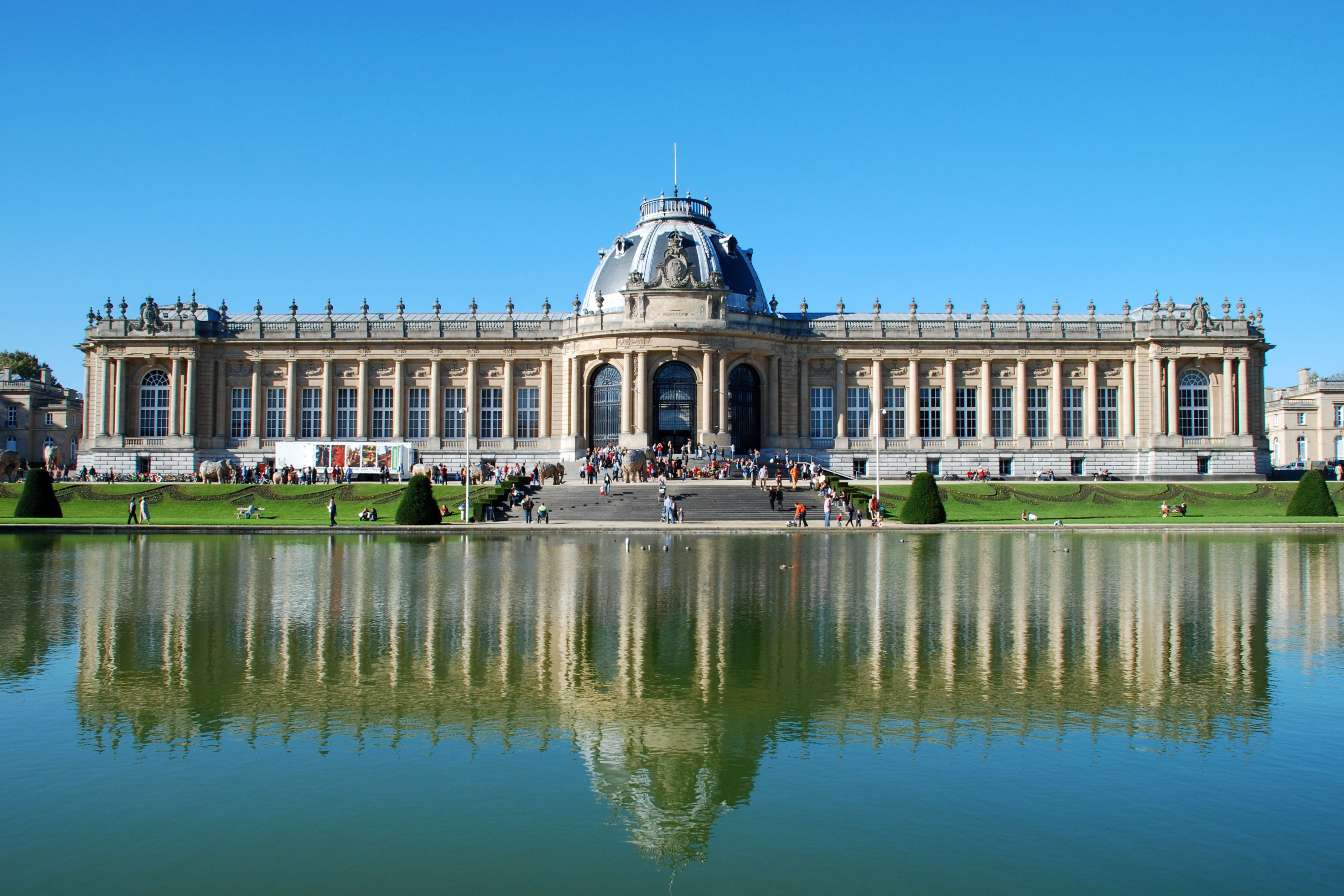
Королевский музей Центральной Африки
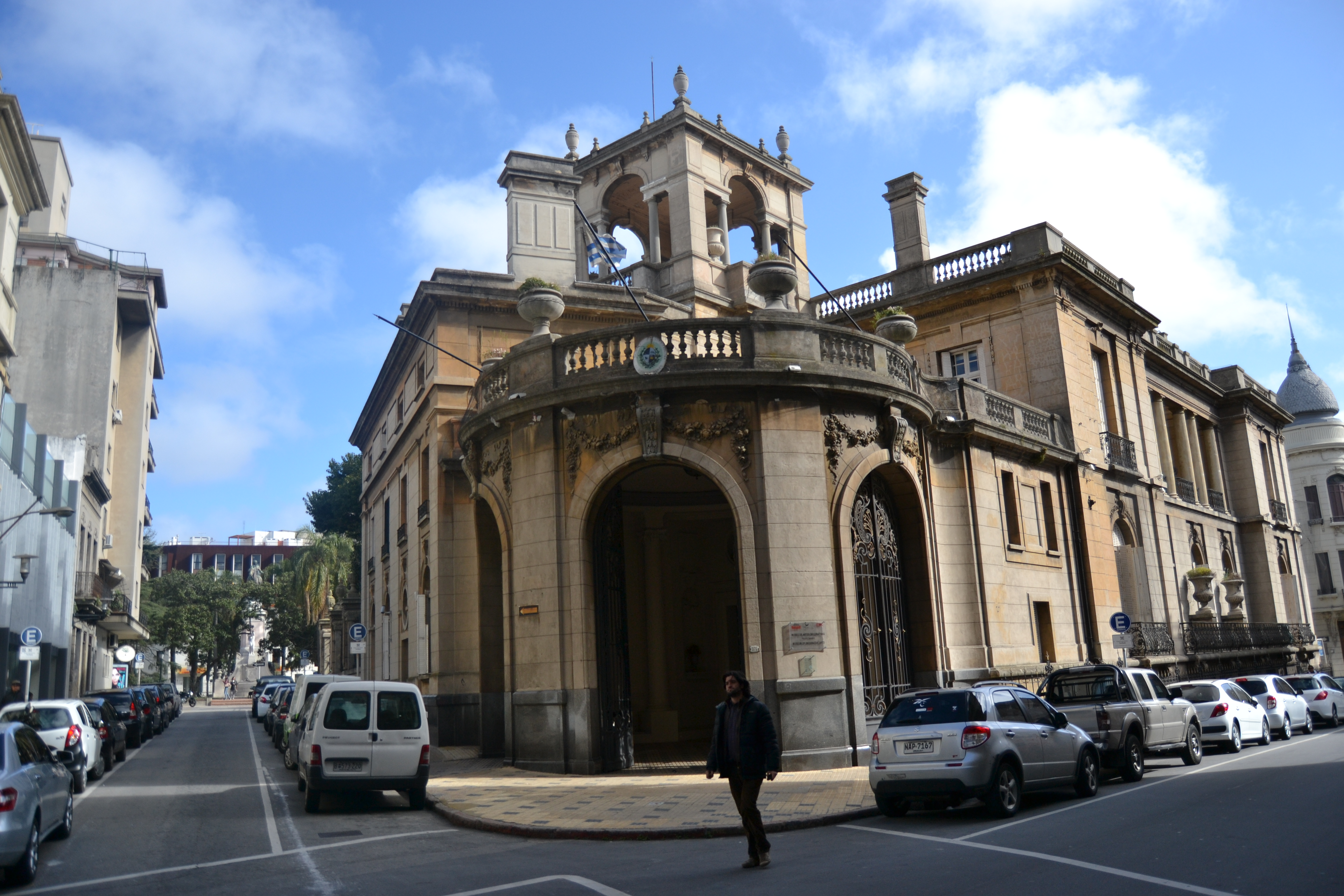
Дворец Таранко в Монтевидео